# Хронологија Народноослободилачке борбе 1945.
| ◄ 1930—1939.                                                              |              |
| 1940. 1941 / 1941. 1942. 1943. 1944. 1945 / 1945. 1946. 1947. 1948. 1949. | 1950—1959. ► |

Хронолошки преглед важнијих догађаја Народноослободилачке борбе народа Југославије, који су се десили током 1945. године.
Напомена: Преглед догађаја се детаљно бави само војним догађајима, која су се одвијала до краја 15. маја, док су политичка и друштвена дешавања, представљена у чланку — Хронологија ДФЈ и КПЈ 1945.
| Јануар ’45 Фебруар ’45 Март ’45 Април ’45 Мај ’45 |

## Јануар

#### 1. јануар
- По наређењу Врховног штаба НОВ и ПОЈ формиране Прва, Друга и Трећа армија НОВЈ. У састав Прве армије ушле су: Прва пролетерска, Шеста личка, Пета и Једанаеста крајишка и 21. српска дивизија и Коњичка бригада; у састав Друге армије: Седамнаеста источнобосанска, 23. и 25. српска, 28. славонска, и 45. српска дивизија; у састав Треће армије: 16, 36 и 51. војвођанска дивизија.

#### 3. јануар
- У Срему делови немачког 34. армијског корпуса напали положаје 21. српске дивизије, заузели село Нијемце, код Шида, одбацили 21. дивизију на леву обалу реке Босута и избили на линију село Комлетинци-Оролик-Борак. Губици непријатеља: више стотина избачених из строја, а 21. српске дивизије: 182 мртва и 308 рањених.

#### 17. јануар
- На Сремском фронту немачки 34. армијски корпус отпочео нападе на јединице Прве армије НОВЈ с циљем да скрати и стабилизује фронт. После дводневних борби Прва армија НОВЈ је уводећи у борбу и јединице другог ешелона, спречила даљи продор непријатеља, који је заузео село Товарник и Шид. Потом, је Прва армија, ојачана и Другом пролетерском дивизијом, 19. јануара прешла у противудар, ослободила Шид и принудила непријатеља да се повуче на линију село Мохово-Илинци-Батровци-лева обала реке Босута до села Липовца. На овој линији фронт је коначно стабилизован, а обе су стране прешле на позициону одбрану (ова немачка офанзива позната је и под именом Зимска олуја).

#### 22. јануар
- Главнина немачке 104. ловачке дивизије, делови борбене групе „Ебелајн” и три батаљона усташа, наступајући од Зенице, после четвородневне борбе против главнине Четврте крајишке дивизије и делова Седме крајишке ударне бригаде заузели Травник. Погинуо је и рањен велики број непријатељских војника, док су Четврта крајишка дивизија и Седма крајишка бригада имале 72 погинула, 188 рањених и 21 несталог.

#### 25. јануар
- На линији село Адолфовац-Чађавица-Носковци, код Подравске Слатине, јединице 16. војвођанске и 51. македонске дивизије извршиле напад на немачке и усташко-домобранске снаге у циљу њихове ликвидације западно од Новог дравског канала. Напад није успео, па су се јединице НОВЈ сутрадан повукле, претрпевши губитке од око 420 мртвих и рањених.

#### 27. јануар
- По наређењу Врховног штаба НОВ и ПОЈ 17. источнобосанка и 28. славонска дивизија напале немачке и усташко-домобранске снаге у Бијељини. Напад је неколико пута обнављан, али град није заузет због јаког отпора непријатеља и због погоршане ситуације у рејону Зворника, па је Штаб Друге армије НОВЈ, 3. фебруара, обуставио напад и тежиште борби пренео на комуникацију село Дрињача-Зворник, ради напада на делове немачке 22. пешадијске дивизије. Непријатељ је претрпео губитке од око 100 мртвих и преко 200 рањених, а јединице Друге армије НОВЈ имале су 260 мртвих и 570 рањених.

| Јануар ’45 Фебруар ’45 Март ’45 Април ’45 Мај ’45 |

## Фебруар

#### 1. фебруар
- На одсеку Почитељ-Драчево делови 29. херцеговачке дивизије НОВЈ и Треће бригаде Треће босанско-херцеговачке дивизије КНОЈ-а, уз подршку Прве тенковске бригаде НОВЈ, отпочеле форсирање реке Неретве и у рејону села Дретеља и Габеле створиле мостобран.

#### 3. фебруар
- После тродневних борби ојачана Дванаеста херцеговачка ударна бригада, уз подршку Прве тенковске бригаде НОВЈ, ослободила Чапљину. Делови усташке Девете бригаде и једна чета из немачке 369. легионарске дивизије, који су бранили место, повукли су се према Мостару, претрпевши осетне губитке. Бригада је имала 15 мртвих и 25 рањених.
- У Новом Саду по наређењу Врховног штаба НОВ и ПОЈ формирана Ваздухопловна подофицирска школа НОВЈ.

#### 4. фебруар
- Четврта далматинска бригада и Трећи батаљон Дванаесте херцеговачке ударне бригаде напали усташко-домобранске снаге и ослободили Љубушки.

#### 5. фебруар
- Са околних положаја код Коњица, после тридесеточасовне борбе, Једанаеста херцеговачка ударна бригада, одбацила немачке и усташке снаге у град, наневши им губитке од око 50 мртвих и рањених, а сама је имала 2 мртва и 9 рањених.

#### 6. фебруар
- Отпочела „Мостарска операција” главнине Осмог далматинског корпуса против немачке 369. легионарске дивизије и усташко-домобранске Девете брдске дивизије (око 15.000 војника). У 26-одневним борбама разбијене су обе непријатељске дивизије и избијањем на Иван-седло, 4. марта, ослобођена је северозападна Херцеговина са Мостаром. Непријатељ је претрпео губитке од више хиљада мртвих, рањених и заробљених. Губици јединица НОВЈ — 515 мртвих, 1.600 рањених и 336 несталих.
- Немачка 297. пешадијска, Седма СС „Принц Еуген” и 1. козачка коњичка дивизија и борбена група „Фишер” (ојачана Једанаестим пуком Једанаесте немачке ваздухопловно-пољске дивизије и делови усташко-домобранске Пете пешадијске дивизије прешли у концентричан напад на вировитички мостобран. Тога дана су заузели Феричане, Ораховицу и Сухомлаку, сутрадан Миклеуш, Славонски Дреновац, Чералије и Воћин, 8. фебруара Подравску Слатину, Грубишно Поље, Велику Барну, Плетерницу и неке положаје на Билогори, а 9. фебруара Вировитицу и Славонску Пожегу. Због тога је Штаб Треће армије НОВЈ, од 8. до 10. фебруара, повукао 16, 36. и 51. војвођанску дивизију и Осјечку ударну бригаду на леву обалу Драве, Десети загребачки корпус и 40. славонску дивизију на подручје Дарувара, а Дванаесту славонску дивизију у околину Славонске Пожеге.

| Јануар ’45 Фебруар ’45 Март ’45 Април ’45 Мај ’45 |

## Мај

#### 2. мај
- Јединице Четврте армије ЈА после тешких уличних борби, уз учешће наоружаног грађанства из састава партизанске команде места, ослободиле Трст. Истог дана, фелдмаршал Харолд Александор упутио телеграм Врховном команданту ЈА Јосипу Брозу Титу у коме је захтевао да јединице Југословенске армије напусте Трст и повуку се западно од планине Ћићарије.

#### 8. мај
- У Берлину немачки фелдмаршал Вилхелм Кајтел потписао акт о безусловној и коначној капитулацији немачких оружаних снага. У име Савезника документ су потписали совјетски маршал Георгиј Жуков и британски генерал Артур Тедер. Тиме је завршен рат у Европи, мада су немачке снаге на територији Југославије, потпомогнуте квислиншким формацијама, наставиле да пружају отпор све до 15. маја.
- Јединице Унске оперативне групе дивизија ЈА после тродневних борби против немачких и усташко-домобранских снага ослободиле Загреб. У Загребу су истог дана ушле и друге јединице ЈА, настављајући гоњење разбијеног непријатеља према Кршком и Клањецу.

#### 9. мај
- Јединице Петнаесте и Осамнаеста словеначка и 29. херцеговачке дивизије у јутарњим часовима ушле у Љубљану, свечано дочекане од целокупног становништва.

#### 12. мај
- На путу Загреб-Кршко-Зидани Мост јединице Друге армије ЈА завршиле заробљавање и разоружавање немачке 373. легионарске и 7. СС дивизије Принц Еуген. Између Загреба и Зиданог Моста јединице Друге армије ЈА, после дводневних борби, завршиле заробљавање и разоружавање остатака немачке 7 СС дивизије Принц Еуген и немачке 373. легионарске дивизије.
- У рејону реке Сутјеске и села Закмура јединице Трећег босанског корпуса и Треће босанско-херцеговачке дивизије КНОЈ-а приступиле уништењу јаке четничке групе. Четници су углавном били заробљени и уништени, изузев 300—400 четника растурених на простору од Зеленгоре до реке Праче, са којима су се налазили Дража Михаиловић и чланови четничке Врховне команде.

#### 14. мај
- Делови Треће армије ЈА, 14. словеначке дивизије и Четврте оперативне зоне Словеније после дводневних борби ослободили Словењ Градец и Гуштањ и у рејону Цеља, Шоштања, Словењ Градеца и Дравограда приморали немачку и усташко-четничку групацију (око 30.000 војника, подофицира и официра) да положи оружје.

#### 15. мај
- Врховни командант ЈА маршал Јосип Броз Тито похвалио јединице Треће армије ЈА за изведену операцију у рејону Словењ Градец—Плиберк—Дравоград, када је заробљен велик број немачких војника, усташа и четника с целокупним наоружањем. Капитулацијом ове окупаторско-квислиншке групе јачине око 30.000 војника у рејону Црна — Межица, победоносно је завршена четворогодишња Народноослободилачка борба народа Југославије.

| Јануар ’45 Фебруар ’45 Март ’45 Април ’45 Мај ’45 |